# Rebecca Abergel
Pour les articles homonymes, voir Abergel.
Rebecca Abergel est une chercheuse française en chimie inorganique, spécialisée dans la chimie de coordination des complexes de lanthanides et d'actinides. Elle recherche de nouveaux médicaments pour traiter les personnes contaminées par des éléments radioactifs. 
Abergel est chercheuse universitaire et cheffe du groupe de chimie des éléments lourds à la division des sciences chimiques du Lawrence Berkeley National Laboratory à Berkeley, en Californie. Elle est également maitresse de conférence en génie nucléaire à l'Université de Californie à Berkeley,.

## Biographie

### Jeunesse et formation
Rebecca Abergel grandit près de Paris, où elle obtient en 2002 son diplôme de premier cycle en chimie de l'École normale supérieure/Université Pierre-et-Marie-Curie. Alors qu'elle est étudiante, elle reçoit une bourse pour travailler sous la direction du professeur John Arnold, chimiste à l'Université de Californie à Berkeley.
Elle poursuit ensuite des études supérieures à l'UC Berkeley, où elle travaille avec le professeur Ken Raymond. Pour ses travaux de doctorat, elle synthétise et caractérise des analogues de sidérophores afin d’étudier comment les bactéries transportent le fer et de développer de nouveaux agents chélateurs du fer. Abergel obtient son doctorat en chimie en 2006.
Abergel passe un séjour postdoctoral conjoint entre le département de chimie de l'UC Berkeley et le groupe du professeur Roland Strong au Fred Hutchinson Cancer Research Center. Là-bas, elle étudie comment la dérocaline se lie aux sidérophores de bactéries telles que Bacillus anthracis, pour le développement de nouveaux antibiotiques,.
Abergel rejoint Berkeley Lab en 2009. Elle reçoit un prix de jeune chercheur de la Cooley's Anemia Foundation en 2009, un prix de voyage pour les jeunes professeurs de la Radiation Research Society en 2013 et un prix du directeur pour réalisations scientifiques exceptionnelles du Berkeley Lab en 2013. En 2014, elle figure parmi les 10 lauréats français les plus innovants de la MIT Technology Review,.
Abergel est vice-présidente élue du comité exécutif de la Radiation Research Society (RADRES) (2023-2024). En 2024, elle est notamment professeure associée en ingénierie nucléaire à UC Berkeley, cheffe de programme, chimie des éléments lourds au Lawrence Berkeley National Lab,.

### Travaux
Le groupe de recherche BioActinide d'Abergel mène diverses expériences dans les domaines de la chimie de coordination, de la chimie analytique, de la photophysique, de la chimie biologique, de la physique de la santé, de la pharmacologie, de la biologie moléculaire et de la biologie cellulaire. Plus spécifiquement, ses intérêts récents[style à revoir]se sont concentrés sur le comportement de coordination des lanthanides et des actinides. Son groupe est particulièrement actif dans le développement de méthodes de guérison pour traiter les personnes qui ont été exposées à des radionucléides ou à des atomes contenant un excès de charge nucléaire. Dans des travaux récents du groupe BioActinide Research, différents agents chélateurs des actinides ont été synthétisés et pourraient être utilisés pour lier sélectivement les radionucléides présents dans le corps humain afin de les éliminer en toute sécurité.
Actuellement[style à revoir], le seul médicament approuvé par la Food and Drug Administration pour traiter la contamination par radionucléides est l'acide diéthylènetriaminepentaacétique (DTPA) (Figure 1). Le DTPA s'est montré prometteur dans le traitement de l'empoisonnement au plutonium, mais ce traitement est spécifique uniquement du plutonium. De plus, le DTPA doit être administré par voie intraveineuse, ce qui pose problème car le syndrome d'irradiation aiguë est extrêmement sensible au temps écoulé avant sa prise en charge. Dans sa quête d’un traitement plus polyvalent et plus facile à administrer contre les intoxications par les radiations, Abergel voit le potentiel du développement de nouvelles classes de produits thérapeutiques.

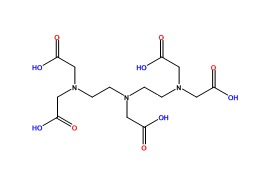
Figure 1 - DTPA

L'agent étudié est un ligand octadente constitué de quatre composants d'acide dipicolinique réticulés (Figure 2). Cette molécule est unique car elle peut être consommée par voie orale chez l'homme. Il fonctionnerait en se coordonnant comme un ligand chélateur avec les actinides toxiques présents dans l’organisme avant qu’ils ne puissent causer des dommages importants. En théorie, une fois que les ligands chélateurs se sont liés aux actinides, ces complexes de métaux lourds peuvent sortir naturellement du corps par voie urinaire.

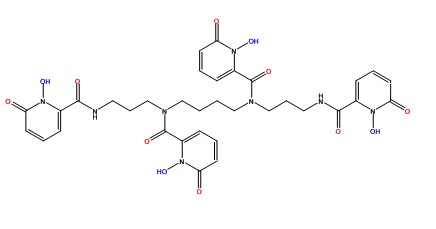
Figure 2 - 3,4,3-LI(1,2-HOPO)

En raison de sa structure octadente, le chélateur d’intérêt présente une affinité plus élevée pour les lanthanides in vivo que le DTPA. Par conséquent, il a démontré une meilleure décorporation des radionucléides dans les systèmes vivants. Le ligand a montré une sélectivité favorable pour la décorporation du plutonium, de l'américium, de l'uranium et du neptunium (sans aucune toxicité observée dans les tests in vitro sur des tissus humains ou dans les expériences in vivo sur des modèles de rongeurs), ce qui constitue également une amélioration par rapport au DTPA actuellement accepté. Enfin, dans une étude distincte, Abergel a évalué la pureté de cette molécule pour une utilisation comme médicament, rapprochant ainsi cet effort du développement d'une solution de traitement déployable,. Les essais cliniques ont commencé en 2023.

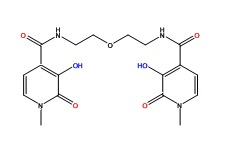
Figure 3 - 5-LIO (Me-3,2-HOPO)

Un autre projet de recherche du groupe d'Abergel consistait à tester l'efficacité d'autres analogues contenant de l'acide dipicolinique pour éliminer le plutonium (Figure 3). Les résultats ont montré que les deux composés ont réussi à éliminer le plutonium sur une période de sept jours chez la souris. Dans l’ensemble, ces travaux, ainsi que d’autres études axées sur la chélation des lanthanides et des actinides, ont des implications importantes pour la chimie médicinale et environnementale,.

## Prix et bourses
- 2024 : Bakar Prize Recipients Target Skin Disease, Spintronics and Tree Bark[23] ;
- 2019 : élue membre de l'AAAS, section chimie[24] ;
- 2013 : prix Berkeley Lab Director’s pour Exceptional Scientific Achievement[7] ;
- 2013 : prix Radiation Research Society Junior Faculty NCRP[25] ;
- 2009-2010 : bourse de recherche pour jeunes investisseurs, Cooley's Anemia Foundation, New York ;
- 2004 : bourse Marie Skłodowska-Curie de la Commission européenne, École européenne d'hématologie ;
- 2002 : bourse annuelle de l'Université Pierre et Marie Curie (2002), Conseil régional d'Ile de France.

## Publications
- Abergel et Raymond, « Synthesis and Thermodynamic Evaluation of Mixed Hexadentate Linear Iron Chelators Containing Hydroxypyridinone and Terephthalamide Units1 », Inorganic Chemistry, vol. 45, no 9,‎ 1er mai 2006, p. 3622–3631 (ISSN 0020-1669, PMID 16634594, PMCID 3685440, DOI 10.1021/ic052111a)
- Abergel, Warner, Shuh et Raymond, « Enterobactin Protonation and Iron Release: Structural Characterization of the Salicylate Coordination Shift in Ferric Enterobactin1 », Journal of the American Chemical Society, vol. 128, no 27,‎ 1er juillet 2006, p. 8920–8931 (ISSN 0002-7863, PMID 16819888, PMCID 3188320, DOI 10.1021/ja062046j)
- (en) Abergel et Raymond, « Terephthalamide-containing ligands: fast removal of iron from transferrin », Journal of Biological Inorganic Chemistry, vol. 13, no 2,‎ 1er février 2008, p. 229–240 (ISSN 1432-1327, PMID 17990009, DOI 10.1007/s00775-007-0314-y, S2CID 20706644, lire en ligne)
- Abergel, Zawadzka et Raymond, « Petrobactin-Mediated Iron Transport in Pathogenic Bacteria: Coordination Chemistry of an Unusual 3,4-Catecholate/Citrate Siderophore », Journal of the American Chemical Society, vol. 130, no 7,‎ 1er février 2008, p. 2124–2125 (ISSN 0002-7863, PMID 18220393, DOI 10.1021/ja077202g, lire en ligne)
- Abergel, Zawadzka, Hoette et Raymond, « Enzymatic Hydrolysis of Trilactone Siderophores: Where Chiral Recognition Occurs in Enterobactin and Bacillibactin Iron Transport », Journal of the American Chemical Society, vol. 131, no 35,‎ 9 septembre 2009, p. 12682–12692 (ISSN 0002-7863, PMID 19673474, PMCID 2782669, DOI 10.1021/ja903051q)
- Abergel, Moore, Strong et Raymond, « Microbial Evasion of the Immune System: Structural Modifications of Enterobactin Impair Siderocalin Recognition », Journal of the American Chemical Society, vol. 128, no 34,‎ 1er août 2006, p. 10998–10999 (ISSN 0002-7863, PMID 16925397, PMCID 3188317, DOI 10.1021/ja062476+)
- (en) Abergel, Wilson, Arceneaux et Hoette, « Anthrax pathogen evades the mammalian immune system through stealth siderophore production », Proceedings of the National Academy of Sciences, vol. 103, no 49,‎ 5 décembre 2006, p. 18499–18503 (ISSN 0027-8424, PMID 17132740, PMCID 1693691, DOI 10.1073/pnas.0607055103, Bibcode 2006PNAS..10318499A)
- Abergel, Clifton, Pizarro et Warner, « The Siderocalin/Enterobactin Interaction: A Link between Mammalian Immunity and Bacterial Iron Transport1 », Journal of the American Chemical Society, vol. 130, no 34,‎ 27 août 2008, p. 11524–11534 (ISSN 0002-7863, PMID 18680288, PMCID 3188318, DOI 10.1021/ja803524w)